# Rhachithecium welwitschii
Rhachithecium welwitschii är en bladmossart som beskrevs av Richard Henry Zander 1993. Rhachithecium welwitschii ingår i släktet Rhachithecium och familjen Rhachitheciaceae. Inga underarter finns listade i Catalogue of Life.